# 杜威 (愛達荷州)
杜威（英語：Dewey）是位於美國愛達荷州奧懷希縣的一個鬼鎮。由於此地已於20世紀被荒廢，本地已無人居住。

## 地理
杜威的座標為43°02′25″N 116°45′44″W / 43.04028°N 116.76222°W，而該地的平均海拔高度為1830米（即6010英尺）。